# Янко Краль
Янко Краль (словац. Janko Kráľ; 24 квітня 1822, Ліптовський Мікулаш — 23 травня 1876, Златі Моравці) — словацький культурний діяч, поет, представник романтизму.

## Біографія
Янко Краль народився в сім'ї шинкаря, в місті Ліптовський Мікулаш.
З 1837 року навчався в ліцеї міста Левоча, потім — міста Кежмарок. У 1842 році вступив в євангелічну семінарію в Братиславі, де познайомився і потоваришував з громадським діячем і патріотом Людовітом Штуром. З цього знайомства почався творчий шлях Янко Краля, що пройшов під впливом ідей та естетики Л. Штура.
Разом з групою словаків, які об'єдналися навколо Штура з метою демонстрації національної приналежності в умовах мадяризації суспільства, брав участь в першому поході на гору Кривань в серпні 1844 року.
1845-1847 роки Краль провів у подорожах по Словаччині, Хорватії, Сербії.
Здобув юридичну освіту в Братиславі, працював адвокатом у Пешті.

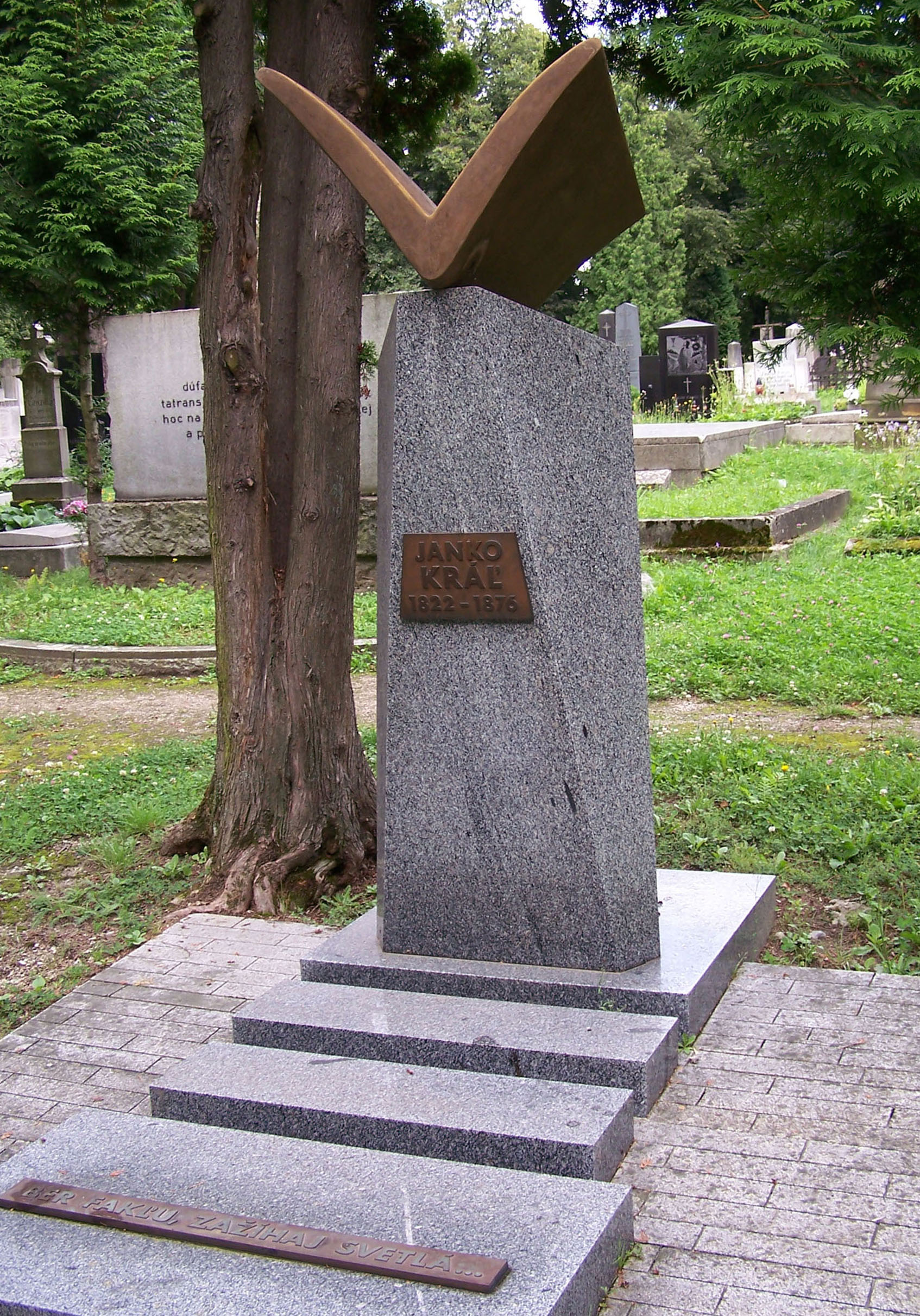
Символічна могила на Народному кладовищі в Мартіні

Події, які передували революції 1848-1849 років, сприяли політичної активності Янко Краля. У березні 1848 він здійснив невдалу спробу підняти повстання словацьких селян. Був схоплений владою Австрійської імперії і засуджений до повішення. У 1849 році, завдяки заступництву хорватського бана Йосипа Елачича і генерала Альфреда Віндішгреца, був помилуваний після 10-ти місяців тюремного ув'язнення. Переселився в Моравію, відмовився від будь-якої громадської діяльності, помер від черевного тифу в 1876 році.
Символічна могила знаходиться на Народному кладовищі в місті Мартіні.
У його рідному місті Ліптовський Мікулаш знаходиться музей Янка Краля.

## Творчість
Писав чеською, згодом словацькою мовами.
Розробляв фольклорні жанри (балади, думи, пісні). До визначних зразків словацького романтизму належать балади Краля «Зачарована дівиця у Вагу і дивний Янко», «Моя пісня», «Пісня без мене» (усі — 1844 рік).
У творах Янко Краля, пройнятих ідеями народної революції, постає образ селянина-бунтаря, борця проти соціального гноблення (епічний цикл «Випадки з Яношиком», 1844—1848 роки). Філософсько-ліричний цикл «Драма всесвіту» (1844—1845) уславлює поборників свободи, утверджує віру в перемогу добра над злом.
У віршах «До народів», «До слов'ян» та інших виступив з критикою панславізму та московського царизму, закликав слов'янські народи до братерства і співпраці.
Записував українські народні пісні (не опубліковані).
Окремі твори Янко Краля переклали Максим Рильський, Андрій Малишко, Роман Лубківський, Марія Пригара та інші.